# Мердзаван
Мердзаван (арм. Մերձավան) — село в Армавирской области Армении. Основано в 1947 году.

## География
Село расположено в северо-восточной части марза, к северу от автодороги , на расстоянии 40 километров к северо-востоку от города Армавир, административного центра области. Абсолютная высота — 945 метров над уровнем моря.
Климат
Климат характеризуется как семиаридный (BSk в классификации климатов Кёппена). Среднегодовая температура воздуха составляет 11,9 °C. Средняя температура самого холодного месяца (января) составляет −3 °С, самого жаркого месяца (июля) — 25,1 °С. Расчётная многолетняя норма атмосферных осадков — 310 мм. Наибольшее количество осадков выпадает в мае (53 мм).

## Население
| Год переписи | Население          | Население          | Население          | Население            | Население            | Население            |
| Год переписи | Наличное население | Наличное население | Наличное население | Постоянное население | Постоянное население | Постоянное население |
| Год переписи | Всего              | Мужчины            | Женщины            | Всего                | Мужчины              | Женщины              |
| ------------ | ------------------ | ------------------ | ------------------ | -------------------- | -------------------- | -------------------- |
| 2001         | 2722               | 1311               | 1411               | 2938                 | 1443                 | 1495                 |
| 2011         | 3222               | 1563               | 1659               | 3303                 | 1616                 | 1687                 |

## Хозяйственное значение

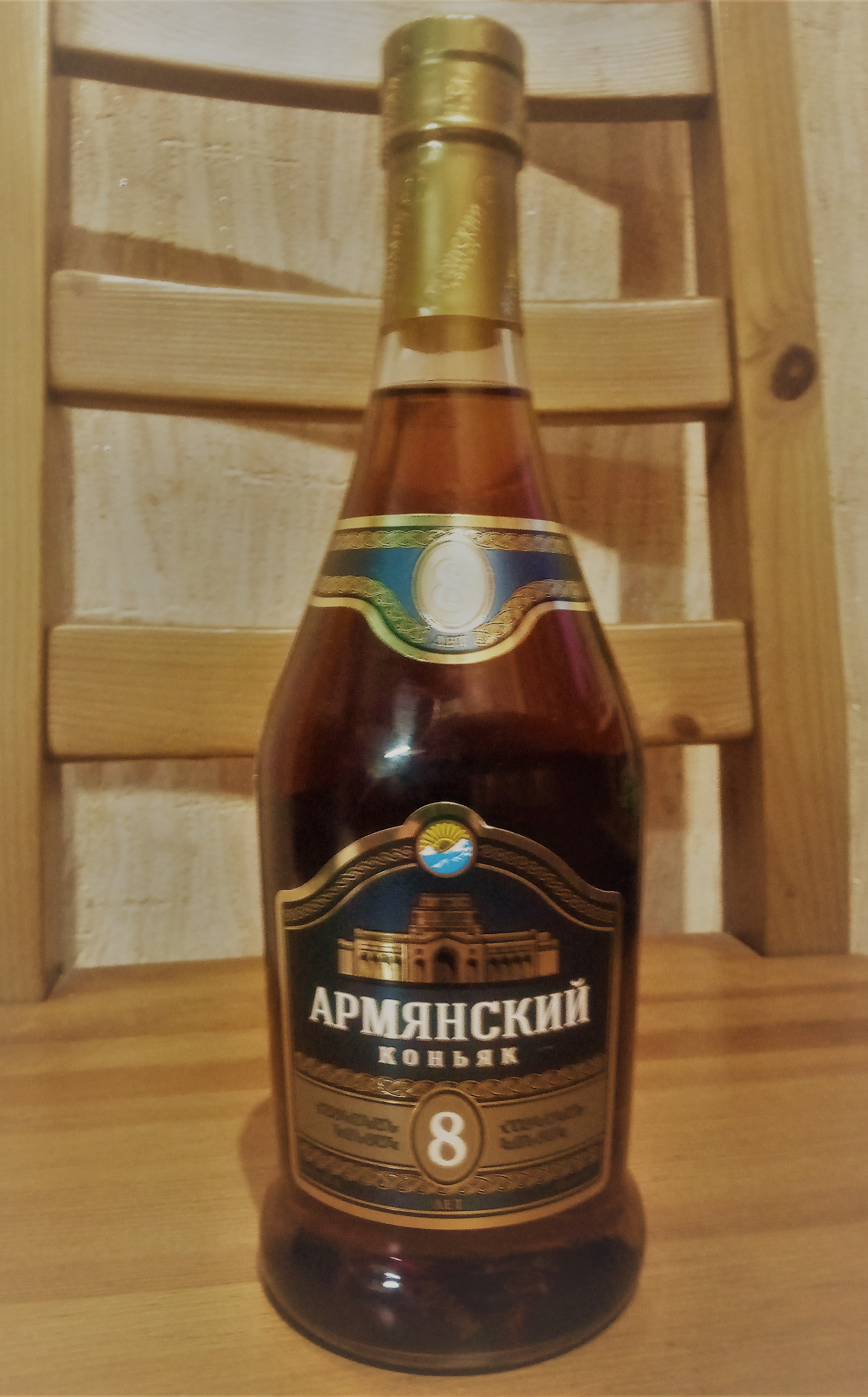
Армянский коньяк ООО "Мердзаванский коньячный завод"

В селе Мердзаван расположен "Мердзаванский коньячный завод", выпускающий бюджетный коньяк из местных сортов винограда Ркацители и Кангун. Экспортируется в том числе и в Россию.